# Snefru
 (décembre 2022).
Snefru est une fonction de hachage cryptographique inventée par Ralph Merkle en 1989 alors qu'il travaillait pour le compte de Xerox au centre de recherche de Palo Alto. Tout comme Khufu et Khafre, les deux chiffrements conçus par Merkle, 
Snefru porte le nom d'un pharaon égyptien : Snéfrou (Snefru) (père de Khéops). 
Le hachage se fait sur 128 ou 256 bits. L'architecture originale de Snefru a été attaquée par Eli Biham et Adi Shamir via une cryptanalyse différentielle qui permettait d'exhiber des collisions. Snefru a été modifié en augmentant le nombre d'itérations dans la structure de deux à huit tours. Néanmoins, la cryptanalyse différentielle permet toujours de l'attaquer mais avec une complexité impraticable de l'ordre de 288.5. 